# Girl’s in the Band
«Girl’s in the Band» (с англ. — «Девочка в группе») — девятнадцатая серия тридцатого сезона мультсериала «Симпсоны». Впервые вышла 31 марта 2019 года в США на телеканале «FOX».

## Сюжет
Учитель музыки Спингфилдской начальной школы и руководитель школьного оркестра Дьюи Ларго просыпается от кошмара. Во сне Ларго вспоминал, что несмотря на то, что он закончил музыкальную школу лучшим в своём классе, его когда-то многообещающая музыкальная карьера дирижёра провалилась, и теперь он несчастен, ибо вынужден преподавать музыку в начальной школе.
Когда в очередной раз Ларго дирижирует школьным оркестром, он получает электронное письмо от Виктора Клескова — музыкального руководителя столичной филармонии. Виктор уведомляет, что посетит школьный концерт. Вдохновлëнный Ларго хочет произвести впечатление на Клескова. Он тренирует учеников исполнять мелодию «The Stars and Stripes Forever» (с англ. — «Звёзды и полосы навсегда»). В результате концерт имеет успех, Клесков подходит к Ларго. Однако, к сожалению учителя, в филармонию Клесков решает взять Лизу Симпсон — талантливую саксофонистку (для детского оркестра).
Гомер и Мардж Симпсон пытаются найти способ распланировать время поездки и оплатить обучение Лизы в столичной музыкальной школе. Чтобы оплатить учёбу дочери, Гомер начинает работать в ночную смену на АЭС.
После долгой дороги Симпсоны прибывают в Столицу. Сначала Лизе становится трудно работать с Клесковым, однако она добивается реальных успехов в своей игре. Когда Барту становится скучно ждать в коридорах филармонии, его закрывают в кладовке с «родственниками», чьи братья и сёстры более талантливы.
Тем временем Лиза выигрывает место первого саксофона. Клесков предлагает Лизе перейти в следующий класс. Обучение в новой школе стоит гораздо больше и находится она дальше, чем прошлая. Однако, девочка понимает, что чем больше новых уроков музыки, тем дольше добираться до места, и тем дольше Гомер вынужден работать в ночные смены. Чтобы избежать этого, Лиза специально фальшивит, разрушив свою музыкальную карьеру в столице.

## Отношение критиков и публики
Во время премьеры на канале «Fox» серию просмотрели 2.07 млн человек с рейтингом 0.8, что сделало его вторым самым популярным шоу на канале «Fox» в ту ночь.
Деннис Перкинс из «The A.V. Club» дал эпизоду оценку B-, сказав:
По моему мнению, решить конфликт труднее, чем в традиционно ситкомном шоу… И всё-таки замечательная серия «Симпсонов» находит способ сделать это… «Girl’s in the Band» ― это неплохие усилия поиска того рассказа и комедийного милого места, которое сделало «Симпсонов», однако они неполные и неудовлетворительные.
На сайте The NoHomers Club согласно голосованию большинство фанатов оценили серию на 4/5 со средней оценкой 3.69/5.